# Буркат Євген Валерійович
Євген Валерійович Буркат (7 жовтня 1961, Чорнобиль) — український дипломат. Надзвичайний і Повноважний Посол України в ПАР.

## Біографія
Народився 7 жовтня 1961 року в місті Чорнобиль, Київська область. У 1983 році закінчив Київський державний університет імені Тараса Шевченка, факультет кібернетики, економіст-математик.
З 08.1983 по 01.1988 — інженер, молодший науковий співробітник Інституту кібернетики Академії наук України.
З 01.1988 по 05.1991 — науковий співробітник відділу наукової інформації Академії наук України.
З 05.1991 по 01.1993 — науковий співробітник Українського мовно-інформаційного фонду НАН України.
З 01.1993 по 03.1996 — радник-помічник Міністра, заступник начальника управління Міністерства зовнішньо-економічних зв'язків і торгівлі України.
З 03.1996 по 08.1999 — головний експерт торгівельно-економічної місії Посольства України в США.
З 08.1999 по 01.2001 — начальник управління торговельно-економічних зв'язків з країнами Америки, заступник керівника департаменту міжнародного торговельно-економічного співробітництва — начальник управління торговельно-економічних зв'язків з країнами Європи, США та Канадою Міністерства зовнішніх економічних зв'язків і торгівлі України.
Радник Міністра економіки з питань міжнародної торговельної політики, директор Центру торгової політики і права, член Міжвідомчої комісії з питань вступу України до Світової організації торгівлі.
З 01.2001 по 06.2003 — директор центру торгової політики та права, позаштатний радник Міністра економіки України.
З 06.2003 по 08.2003 — заступник керівника торговельно-економічної місії Посольства України в США.
З 08.2003 по 06.2007 — керівник торговельно-економічної місії Посольства України в США, згодом завідувач відділу МЗС України.
З 05.2010 по 2014 — 1-й заступник керівника Головного управління міжнародних відносин Адміністрації Президента України.
Член делегації України для участі в засіданні Українсько-американської робочої групи з питань нерозповсюдження та експортного контролю. Член делегації України для участі у переговорах з Європейським Союзом щодо укладення Угоди про асоціацію між Україною та Європейським Союзом.
З 20 серпня 2014 року  по 13 червня 2017 року Надзвичайний і Повноважний Посол України в ПАР.

## Сім'я
- Батько — Буркат Валерій Петрович (1939) — директор Інституту розведення і генетики тварин УААН;
- Мати — Наталія Євгенівна (1938) — пенсіонер;
- Дружина — Тетяна Леонідівна (1972);
- Сини Андрій (1997) та Валерій (1999). Має майбутню невістку, наречену сина Валерія, Крупник Катерину Леонідівну (1999).

## Дипломатичний ранг
- Надзвичайний і Повноважний Посланник 2-го класу (12.2010).

## Нагороди та відзнаки
- Орден «За заслуги» III ст. (7 лютого 2008) — за значний особистий внесок у забезпечення інтеграції України до Світової організації торгівлі[7]
- Державний службовець 4-го ранґу (06.2010).